# Karina LeBlanc
Karina LeBlanc, född den 30 mars 1980 i Atlanta, Georgia, är en kanadensisk fotbollsspelare som tog OS-brons i damfotbollsturneringen vid de olympiska fotbollsturneringarna 2012 i London. 